# 横井みね
横井 みね（よこい みね、別名：峰子、旧姓：山本、1862年（文久2年） - 1887年（明治20年））は、山本覚馬の次女。横井時雄の前妻。

## 生涯
- 1862年、山本覚馬と先妻・うらとの間の次女として生まれる（覚馬の長女は夭折）。
- 1871年、祖母の山本佐久、叔母の新島八重と共に米沢から、父・覚馬がいる京都へ移る。
- 1881年、横井時雄（当時は伊勢時雄）と結婚。
- 1883年、長女の悦子を出産。
- 1887年、長男の平馬を出産したものの、産後の肥立ちが悪く、そのまま死去。享年24。父の覚馬に先立つ死だった。

なお、みねの死後は長男の平馬が覚馬の養子として山本家を継ぐが、平馬の生涯の詳細は不明である。

## 関連作品
- 大河ドラマ『八重の桜』(演：三根梓)